# ريمون توكي
ريمون توكي (بالإنجليزية: Raymond Tuckey)‏ مواليد 15 يونيو 1910 في إنجلترا - الوفاة 15 أكتوبر 2005 في إنجلترا، كان لاعب كرة مضرب إنجليزي وكان يلعب باليد اليمنى. كما أنه أحد أبطال الجراند سلام.

## بطولات حققها
- بطولة ويمبلدون

## النهائيات

### الزوجي

#### اللقب (1)
| السنة | الدورة   | الشريك   | المنافس                | النتيجة                 |
| 1936  | ويمبلدون | بات هيوز | تشارلز هير فرانك وايلد | 6–4, 3–6, 7–9, 6–1, 6–4 |

## روابط خارجية
- ريمون توكي على موقع رابطة محترفي التنس (الإنجليزية)
- ريمون توكي على موقع الاتحاد الدولي لكرة المضرب (الإنجليزية)
- ريمون توكي على موقع كأس ديفيز (الإنجليزية)
- ريمون توكي على موقع خلاصة التنس.كوم (الإنجليزية)